# Guennadi Strekálov
Guennadi Mijáilovich Strekálov (en ruso Геннадий Михайлович Стрекалов; Mytishchi, 26 de octubre de 1940 – Moscú, 25 de diciembre de 2004) fue un cosmonauta soviético, veterano de cinco misiones espaciales en la nave Soyuz y en el transbordador espacial, y condecorado en dos ocasiones con el título de Héroe de la Unión Soviética.
Estuvo en el espacio un total de 268 días, 22 horas y 22 minutos.

## Biografía
Strekálov nació el 26 de octubre de 1940 en Mytishchi, cerca de Moscú. Estudió en la Escuela Técnica Superior N. E. Bauman de Moscú y obtuvo el título de ingeniero en 1965. Tras finalizar sus estudios trabajó en Energia, la empresa estatal de desarrollo aeroespacial de la URSS, en pruebas e investigaciones de tecnología espacial. Como miembro del grupo de operaciones de la empresa, participó en los controles de vuelo de los vehículos de investigación científica de la Academia de Ciencias Soviética. En enero de 1974 comenzó a formarse como ingeniero de vuelo para el programa Soyuz y se entrenó en los simuladores de las naves espaciales Soyuz en la Ciudad de las Estrellas. En 1976 formó parte de la tripulación de reserva de la misión Soyuz 22.

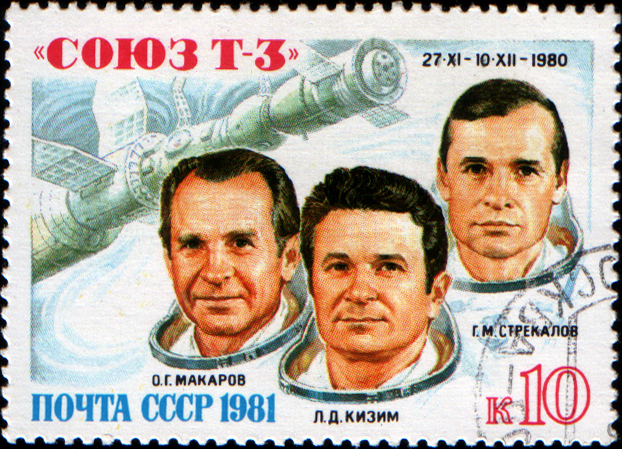
Sello de la URSS dedicado al vuelo de los cosmonautas Oleg Makarov, Leonid Kizim, y Guennadi Strekálov en la nave Soyuz T-3 (1981)

En 1978, Strekálov comenzó un entrenamiento específico para misiones de larga duración en la estación orbital Mir. En noviembre de 1980, viajó al espacio por primera vez como ingeniero de vuelo en la Soyuz T-3, una misión experimental en la que la nave se acopló en el espacio con la Soyuz T-6.
Entre 1981 y 1983, participó en el entrenamiento para ser el ingeniero de vuelo de la primera misión a la estación Salyut 7, en la misión Soyuz T-8. Sin embargo, el mecanismo de acoplamiento falló y la misión sólo duró dos días, del 20 al 22 de abril de 1983.
En septiembre de 1983, Strekálov y su colega Vladimir Titov sobrevivieron al accidente de la Soyuz T-10-1: el cohete explotó en la plataforma de despegue, pero ambos pudieron eyectarse a tiempo.
Viajó al espacio por tercera vez en abril de 1984 en una misión del programa Intercosmos, en la que participó el primer cosmonauta de la India, y pasó una semana a bordo de la estación Salyut 7. Su cuarto vuelo tuvo lugar entre agosto y diciembre de 1990 como ingeniero de vuelo en la tripulación de la Mir, en la que permaneció cuatro meses y a la que fue transportado en la Soyuz TM-10.
Strekálov se despidió de las misiones espaciales en 1994, a la edad de 54 años, uniéndose a la tripulación de la Soyuz TM-21 que le llevó de vuelta a la Mir para una estancia de dos meses en la estación, y regresando con la tripulación del transbordador espacial Atlantis, en la misión STS-71, uno de los primeros vuelos del programa conjunto Shuttle-Mir entre rusos y estadounidenses.
Murió de cáncer en Moscú, a los 64 años de edad, el día de Navidad de 2004.